# Запръжка
Запръжките представляват леко запържени (задушени) в мазнина продукти, като лук, моркови, целина, домати или доматено пюре, брашно, червен пипер, и разредени с бульони (вода).
Запръжките придават плътност на течната част на ястията, оформят и подобряват вкуса и външния им вид, обогатяват ги с мазнини, скорбяла, минерални вещества и витамини. Запръжките са съставна част на голям брой основни ястия, супи и сосове.

## Видове запръжки
Според вида на използваните продукти и степента на изпържване те биват зеленчукови, брашнени, комбинирани, светли и тъмни.
- Зеленчуковите запръжки биват светли и тъмни според вида на употребените продукти и продължителността на изпържването им.

Светлата зеленчукова запръжка представлява задушени (запържени) до светложълт цвят неоцветяващи мазнината зеленчуци и зеленчукови корени. Приготвя се от мазнина, малко вода, лук, целина, пащърнак, магданозени и други корени. Употребява се за приготвяне на светли сосове и неоцветени ястия — месо с ориз, млечен кебап и др.
Тъмната зеленчукова запръжка представлява задушени (запържени) до тъмнозлатист цвят зеленчуци. Мазнината ѝ е оцветена в светлочервен цвят от извлечените багрилни вещества на морковите, доматите, доматеното пюре и червения пипер. Приготвя се от мазнина, малко вода, лук, моркови, целина, доматено пюре или домати, червен пипер. Тъмната зеленчукова запръжка влиза в състава на тъмните сосове, гювечите и други ястия.
- Брашнени запръжки. Брашнените запръжки се разделят на светли и тъмни според степента на оцветяване на брашното.

За светла запръжка брашното се сипва в слабо нагрятата мазнина (120-130 °С) и при непрекъснато бъркане се пържи до получаване на светложълт цвят.
При нагряване на брашното в мазнина, както и при сухото му нагряване при температура над 100 °С, става денатурация на белтъчините и разпадане на скорбялата. Изменя се цветът на брашното, което придобива кремав оттенък. Изменението на цвета се дължи преди всичко на образуващите се меланоидини и на карамелизация на съдържащите се в него захари. По такъв начин, регулирайки продължителността и температурата на нагряване, може да се получи брашно със светлозлатист или тъмнозлатист цвят. Светлата брашнена запръжка се използва за приготвяне на светли сосове, основни ястия и супи.
За получаване на тъмна запръжка брашното се пържи по-продължително време до получаване на тъмнозлатист цвят. Тази запръжка се използва за приготвяне на тъмни сосове, ястия от дивеч и др.
Препеченото брашно представлява брашнена запръжка, приготвена чрез сухо нагряване на брашното без мазнина. Брашното се изсипва в тава на пласт с дебелина 5-6 mm и се пече в умерено силна фурна, като често се разбърква. В началото на печенето то става на гранулки поради съдържащата се в него влага. Постепенно водата се изпарява, скорбялата декстринира, а захарите карамелизират, в резултат на което брашното добива златист цвят и приятен специфичен аромат. Такова брашно се препоръчва пред брашнената запръжка, приготвена с мазнина. Използва се за сгъстяване на супи и ястия.
- Смесена (комбинирана) запръжка. Смесената запръжка се приготвя чрез запържване на зеленчуци и брашно. Според вида на зеленчуците и степента на изпържването им тя бива светла и тъмна.

Смесената светла запръжка се приготвя от светла зеленчукова и брашнена запръжка, а тъмната – от тъмна зеленчукова и брашнена запръжка. В мазнина се приготвя светла или тъмна зеленчукова запръжка и след изпаряване на водата в мазнината се поставя брашно и се запържва или се използва отделно препечено брашно. За тъмната запръжка накрая се прибавя червен пипер и веднага след това запръжката се разбърква и се разрежда с бульон или гореща вода.